# Riksväg 7, Norge
Riksväg 7 (norska: Riksvei 7) är en riksväg i Norge som går mellan Hønefoss i Ringerike kommun,  Buskerud fylke och Hardangerbron i Eidfjords kommun, Vestland fylke. Den passerar genom kommunerna Ringerike, Krødsherad, Flå, Nesbyen, Gol, Ål, Hol och Eidfjord.
Vägen är 273,0 kilometer lång, varav 207,8 kilomer i Buskerud fylke och 65,2 kilometer i Vestland fylke. Den går till en stor del genom Hallingdal och passerar bland annat genom tätorterna Nesbyen, Gol, Ål, Geilo och Eidfjord.
Sträckan mellan Haugastøl och Eidfjord har status som en nationell turistväg (Hardangervidda).

## Anslutningar
Riksväg 7 ansluter till:
- Europaväg 16 (vid Hønefoss)
- Fylkesväg 288 (vid Sokna)
- Fylkesväg 280 (vid Ørgenvika)
- Fylkesväg 287 (vid Bromma)
- Riksväg 52 (vid Gol)
- Fylkesväg 50 (vid Hagafoss)
- Fylkesväg 40 (vid Geilo)
- Riksväg 13 (vid Hardangerbron)